# Chonothea verrucosa
Chonothea verrucosa är en havsspindelart som beskrevs av Nakamura, K. och C.A. Child 1991. Chonothea verrucosa ingår i släktet Chonothea och familjen Ammotheidae. Inga underarter finns listade i Catalogue of Life.